# Zirzow
Zirzow ist eine Gemeinde im Landkreis Mecklenburgische Seenplatte in Mecklenburg-Vorpommern (Deutschland). Die Gemeinde wird vom Amt Neverin mit Sitz in Neverin verwaltet.

## Geografie
Zirzow liegt etwa sechs Kilometer nordwestlich von Neubrandenburg auf der Moränenplatte zwischen den Tälern von Tollense und Malliner Baches.
Umgeben wird Zirzow von den Nachbargemeinden Woggersin im Nordosten, Neubrandenburg im Südosten, Blankenhof im Westen sowie Breesen im Nordwesten.

## Geschichte
Zirzow wurde erstmals als Siritzowe im Jahr 1230 als Besitz des Klosters Broda urkundlich erwähnt. Die Ortsbezeichnung „Zirzow“ ist slawischen Ursprungs und kann so viel wie „Ort des Sirisa“ bedeuten, oder auch einfach Kirchdorf (vgl. polnisch ‚cerkiew‘ für (orthodoxe) „Kirche“). 1327 ist der Herr von Zirzow, Heine von Holstein, auch Vogt von Penzlin. Nach der Säkularisation des Klosters wurde die Gemeinde Domäne des Herzogtums Mecklenburg. Im Jahr 1790 entsteht das Gutskomplex Zirzow. Zirzow erhält im Jahr 1900 den ersten Telefonanschluss ab 1904 wird Zirzow elektrifiziert. Nach der Einnahme der Ostgebiete Deutschlands 1945 fliehen mehr als 300 Vertriebene aus Hinterpommern in das Dorf. 1956/1959 werden LPG Typ III und I in Zirzow gegründet.

## Politik

### Wappen
| Wappen von Zirzow | Blasonierung: „In Silber ein vierspeichiges, zwölfschaufliges rotes Mühlrad, darüber drei (1:2) fünfblättrige, goldbesamte rote Rosen mit grünen Kelchblättern.“ |
| Wappen von Zirzow | Wappenbegründung: In dem Wappen symbolisiert das Mühlrad die über siebenhundertjährige Existenz von Wassermühlen im Ort. Mit den aus dem Wappen derer von Holstein entlehnten Rosen soll an die Besitzer des Ortes im Mittelalter erinnert werden. Von der Anzahl der Rosen her wird zugleich auf die Ortsteile Zirzow, Zirzower Mühle und Zirzow-Ausbau verwiesen. Die Farben entsprechen denen der Familie von Holstein und sollen zudem die Zugehörigkeit des Ortes zum einstigen Land Stargard dokumentieren. Das Wappen wurde von dem Neubrandenburger Lothar Herpich gestaltet, am 18. September 2001 durch das Ministerium des Innern genehmigt und unter der Nr. 252 der Wappenrolle des Landes Mecklenburg-Vorpommern registriert. |

### Flagge
Die Gemeinde verfügt über keine amtlich genehmigte Flagge.

### Dienstsiegel
Das Dienstsiegel zeigt das Wappen der Gemeinde mit der Umschrift GEMEINDE ZIRZOW • LANDKREIS MECKLENBURGISCHE SEENPLATTE.

## Bürgermeisterin
Bürgermeisterin der Gemeinde ist
Waltraut Nath.

## Sehenswürdigkeiten
- Zirzower Mühle mit Schaukraftwerk
- Malliner Bachtal

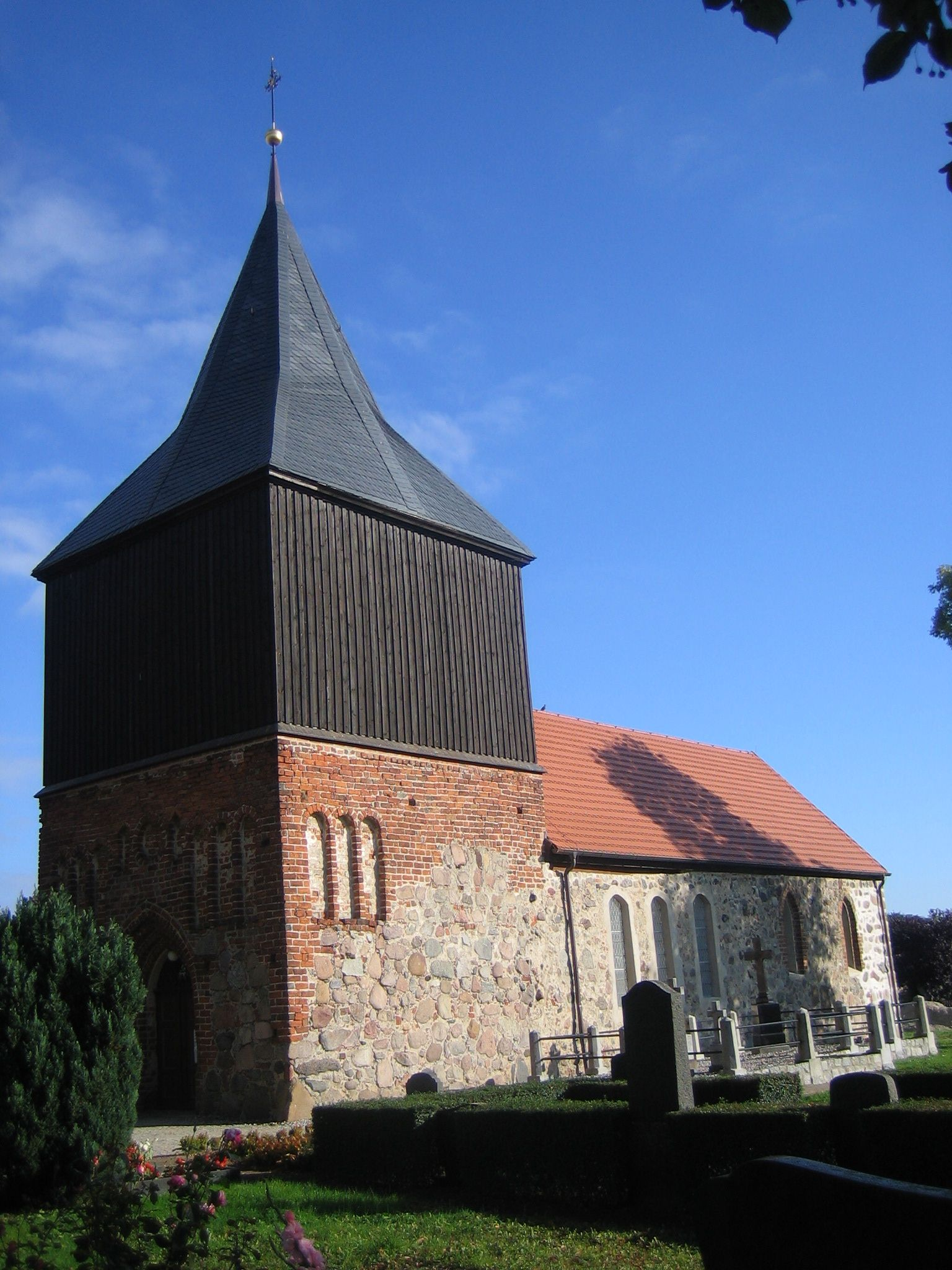
Dorfkirche Zirzow

- Spätgotische Feldsteinkirche in Zirzow aus dem im 15. Jahrhundert
- Riesenstein Zirzow
- Wassermühle in Zirzow-Mühle

→  Siehe auch Liste der Baudenkmale in Zirzow

## Verkehrsanbindung
Die B 104 kreuzt zwar das Gemeindegebiet, verläuft aber nicht durch den Ort, ebenso die Bahnstrecke Bützow–Szczecin.

## Persönlichkeiten
- Enoch Zander (1873–1957), deutscher Zoologe und Bienenkundler